# Tremulous
Tremulous – darmowa, otwarta, wieloosobowa gra komputerowa FPS z elementami RTS, oparta na walce obcych i ludzi. Obie frakcje są bardzo zróżnicowane pod względem rozgrywki, posiadające możliwość budowy. Gra działa na systemach operacyjnych Windows, Linux oraz Mac. Oparta na silniku Quake III Arena.

## Rozgrywka
Rozgrywka w Tremulous polega na walce pomiędzy drużynami obcych oraz ludzi. Gracz ma za zadanie zniszczyć wroga i jego punkty odradzania. Struktury spełniają różne funkcje, ale najważniejsze jest to, aby drużyna posiadała zdolność do odradzania się. Zwycięża ta drużyna, która jako pierwsza wyeliminuje członków przeciwnej drużyny oraz zniszczy wszystkie punkty odradzania.
Podczas rozgrywki większość graczy zajmuje się walką z przeciwnikiem, podczas gdy reszta jest odpowiedzialna za zarządzanie bazą oraz budowanie nowych struktur. Aby pokonać przeciwnika ludzie używają różnego rodzaju broni, pancerzy oraz innych ulepszeń, natomiast obcy mogą ewoluować w potężniejsze klasy posiadające unikatowe zdolności.
Budowniczowie są odpowiedzialni za zarządzanie oraz budowanie nowych budynków. Każda budowla zużywa określoną liczbę punktów budowy dostępnych dla każdej drużyny. Liczba punktów budowy jest zależna od konfiguracji serwera. W grze dostępna jest także możliwość włączenia nagłej śmierci (ang. Sudden Death) podczas której żadna drużyna nie posiada możliwości budowy bazy.